# Sandor slash Ida (film)
Sandor slash Ida är en svensk dramafilm som hade biopremiär i Sverige den 4 februari 2005, baserad på Sara Kadefors Augustprisbelönade bok Sandor slash Ida.

## Handling
Sandor från Göteborg och Ida från Stockholm träffas på en chat. Båda ljuger mycket om sig själva och när Sandor en dag dyker upp hemma hos Ida hopar sig problemen. Sandor har rötter i Ungern. Han dansar balett och hans mamma tycker det är den bästa gåvan han har fått. Han blir ofta utfryst och killarna i hans skola kallar honom för bög. Ida är en partytjej, och får nästan till allting som hon vill. Men hennes pappa bor i USA med sin nya fru och har aldrig tid att hälsa på henne, dessutom är hennes mamma arbetslös och deprimerad. Alla tror att hon är nöjd med sitt liv medan hon egentligen inte är det.

## Rollista
- Andrej Lunusjkin - Sandor
- Aliette Opheim - Ida
- Svetlana Rodina Ljungkvist - Ilona
- Matilda Ragnerstam - Susanna
- Camila Catalina Fernandez - Therese
- Lia Boysen - Marie
- Daniel Larsson - Lukas
- Rebecka Scheja - Vanja
- Georgi Staykov - Tibor
- Filip Benko - Aron
- Division of Laura Lee - Rockbandet
- André Lidholm - Nicko
- Adam Lundgren - Valle

### Fotnoter
1. ↑  ”Sandor /slash/ Ida”. Svensk filmdatabas. 4 februari 2005. http://www.sfi.se/sv/svensk-filmdatabas/Item/?itemid=58812&type=MOVIE&iv=Basic. Läst 21 september 2016.